# Terry McLean
Terry McLean, né le 15 juillet 1913 et mort le 11 juillet 2004, est un ancien journaliste sportif néo-zélandais, spécialiste du rugby à XV, auteur de trente-deux livres.
Il suit les tournées des All Blacks pour le compte du New Zealand Herald. 
En 2001, il reçoit le Trophée Vernon Pugh de l'International Rugby Board en hommage à sa carrière pour le développement du rugby.
La reconnaissance de ses services intervient en 2007, quand il est introduit dans le Temple international de la renommée du rugby à XV.